# Ji Wei
Ji Wei (où Ji est le nom de famille) (né le 5 février 1984 à Tianjin) est un athlète chinois, spécialiste du 110 mètres haies.
Son meilleur temps est de 13 s 40 (sans vent) obtenu à Urumqi le 20 septembre 2007.

## Palmarès
| Date | Compétition                  | Lieu           | Résultat | Épreuve     | Temps   |
| ---- | ---------------------------- | -------------- | -------- | ----------- | ------- |
| 2007 | Universiade                  | Bangkok        | 2e       | 110 m haies | 13 s 57 |
| 2007 | Jeux mondiaux militaires     | Hyderabad      | 1er      | 110 m haies | 13 s 44 |
| 2008 | Championnats d'Asie en salle | Doha           | 1er      | 60 m haies  | 7 s 79  |
| 2009 | Championnats du monde        | Berlin         | 8e       | 110 m haies | 13 s 57 |
| 2009 | Jeux asiatiques en salle     | Hanoï          | 1er      | 60 m haies  | 7 s 69  |
| 2009 | Jeux de l'Asie de l'Est      | Hong Kong      | 2e       | 110 m haies | 13 s 88 |
| 2011 | Jeux mondiaux militaires     | Rio de Janeiro | 2e       | 110 m haies | 13 s 81 |
| 2012 | Championnats d'Asie en salle | Hangzhou       | 3e       | 60 m haies  | 7 s 85  |

## Records
| Épreuve     | Épreuve   | Temps   | Lieu   | Date              |
| ----------- | --------- | ------- | ------ | ----------------- |
| 60 m haies  | En salle  | 7 s 69  | Hanoï  | 1er novembre 2009 |
| 100 m haies | Plein air | 13 s 40 | Urumqi | 20 juillet 2007   |